# Pyramios
Pyramios é um gênero extinto de diprotodonte do Mioceno da Austrália . Era muito grande, atingindo cerca de 2,5 m (8,2 pés) de comprimento e cerca de 1,5 m (4,92 pés) de altura. Estima-se que Pyramios pesava 700 kg (1102-1543 libras). Era comparável em tamanho ao seu primo Diprotodon, que também pertence à família Diprotodontidae. Se parecia com um rinoceronte